# Gymnostomum lanceolatum
Gymnostomum lanceolatum là một loài rêu trong họ Pottiaceae. Loài này được Cano, Ros & J. Guerra mô tả khoa học đầu tiên năm 1994.